# 雙型齒翼龍屬
雙型齒翼龍屬又譯雙型齒龍或二形齒翼龍，是双型齿翼龙类的一屬，是種中型翼龍類，生存於侏羅紀的歐洲，約1億9500萬年前到1億9000萬年前。近年在北美洲也有發現化石，但生存年代晚了3000萬年。雙型齒翼龍是由理查德·歐文在1859年所命名。屬名在古希臘文的意思是“兩種形式的牙齒”，指的是牠頜部有兩種形式的牙齒，這種狀況在爬行動物裡很少見。

## 發現

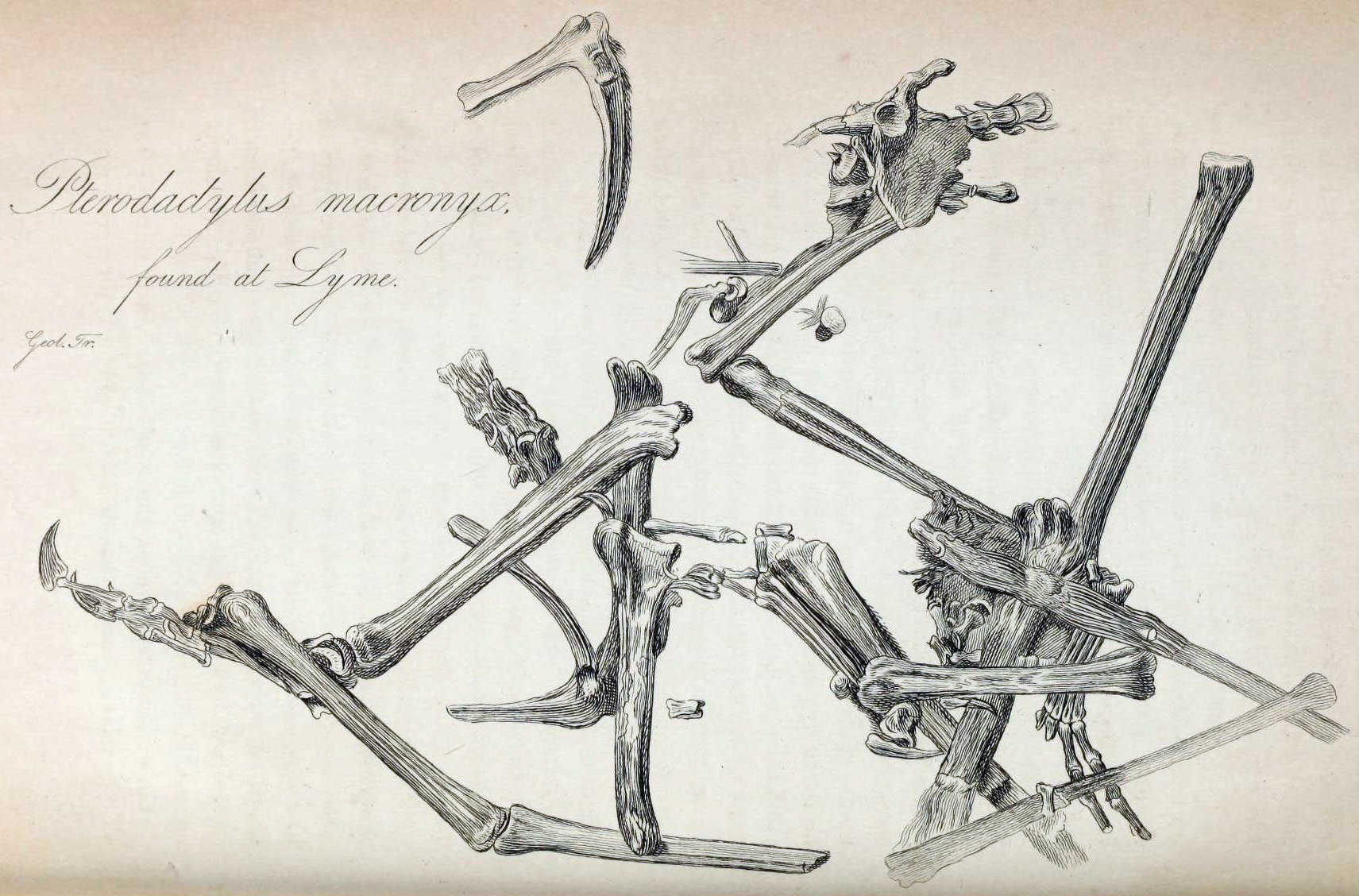
雙型齒翼龍的第一個標本（編號NHMUK PV R 1034）

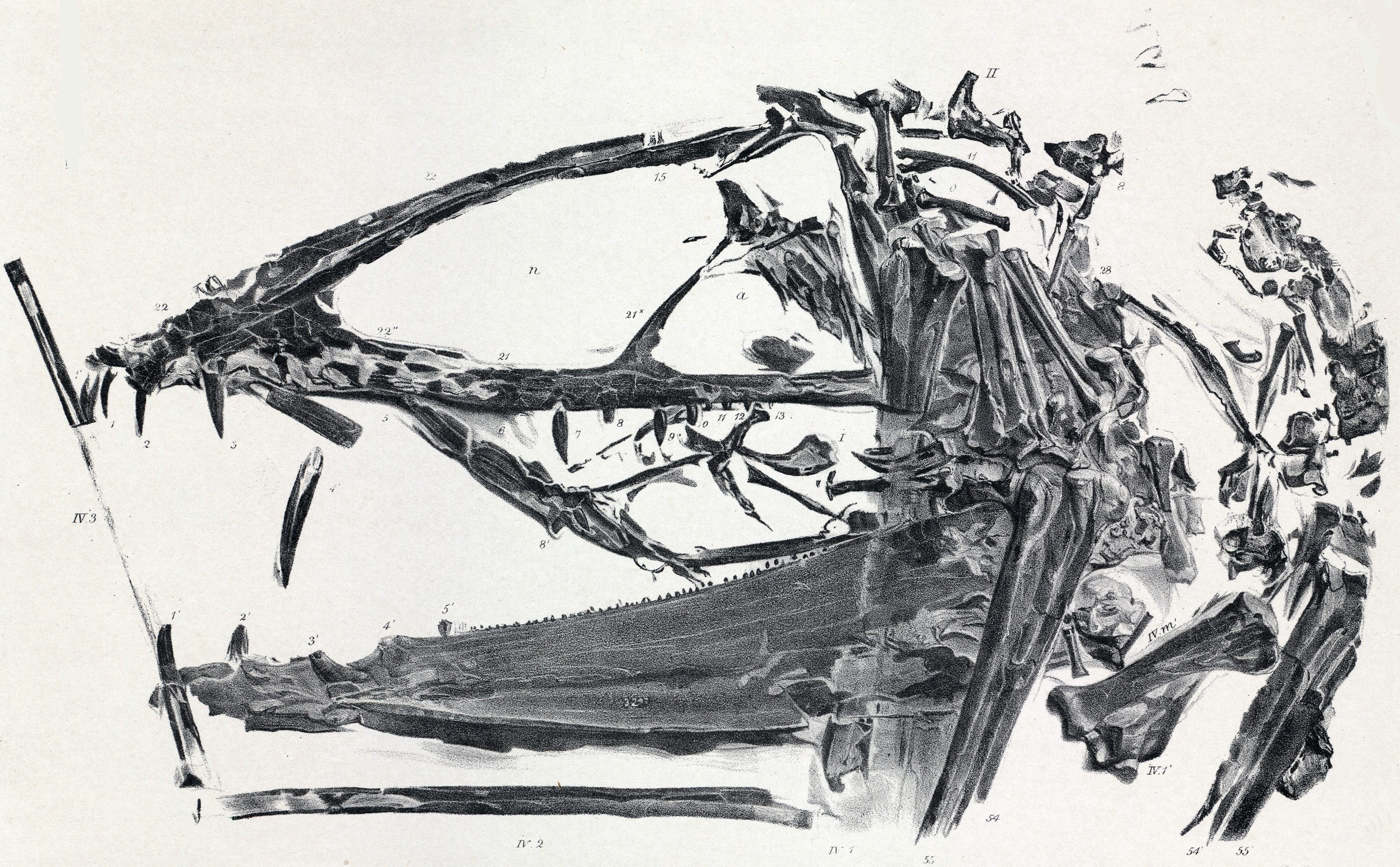
長爪雙型齒翼龍的正模標本（編號NHUK PV R 1035）

在1828年12月，著名化石收集者瑪麗·安寧在英格蘭南部多塞特郡的萊姆里傑斯發現了雙型齒翼龍的第一個化石。這處海岸目前是著名的侏羅紀海岸，而被列名世界自然遺產，地質年代是侏羅紀早期的赫塘階到錫內穆階交界。古生物學家威廉·巴克蘭獲得這個化石，並在1829年的倫敦地質學會會議公開這個化石。經過多年研究後，在1835年的倫敦地質學會年度會議，公佈了更完整的化石研究。如同19世紀的大部分翼龍類化石，這個化石也被歸類於翼手龍屬的一個種，長爪翼手龍（Pterodactylus macronyx）。種名是以古希臘文的「巨大」（makros）與「爪子」（onyx），意指雙翼的大型指爪。這個標本（編號NHMUK PV R 1034）是一個部分身體骨骼，缺乏頭顱骨，關節呈脫落狀態。同樣在1835年，威廉·巴克蘭把一塊頜部破碎化石，編入到長爪翼手龍；這塊化石是從萊姆里傑斯的業餘化石挖掘家Elizabeth Philpot獲得的。之後，許多不相關化石被歸類於翼手龍屬，目前多被建立為不同的獨立屬。

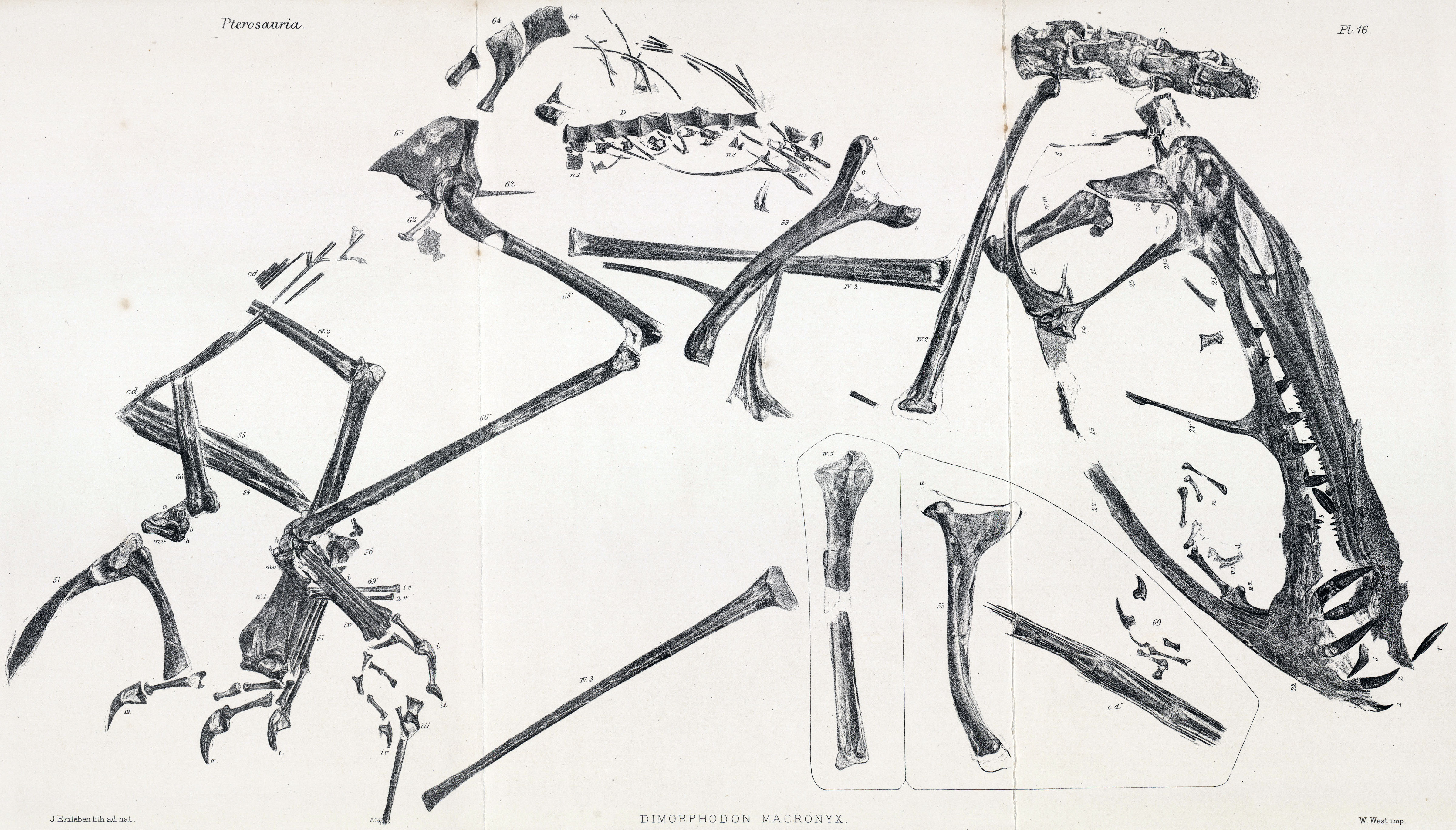
理查·歐文發現的另一個標本（編號NHMUK PV R 41212）

在1858年，古動物學家理查·歐文宣布發現兩個新標本（編號NHMUK PV R 41212、NHMUK PV R 1035），都是部份身體骨骼、以及過去沒發現過的頭顱骨。理查·歐文發現，這些頭顱骨與翼手龍屬的頭顱骨有很大的差異，因此將長爪翼手龍建立為獨立屬，雙型齒翼龍（Dimorphodon）。但是，理查·歐文並沒有發表詳細研究，因此雙型齒翼龍仍是無資格名稱（Nomen nudum）。隔年，理查·歐文才發表正式研究，雙型齒翼龍才具有學術上的有效性。理查·歐文陸續發表數個相關研究後，在1874年指定編號NHMUK PV R 1035是正模標本。
雖然雙型齒翼龍不是常見的化石，但已在其他地區發現破碎的化石，例如格魯斯特郡塞文河河岸的侏羅紀早期地層。在1873年到1881年，這些化石經由倫敦化石商人轉賣給古生物學家奧塞內爾·查利斯·馬什。

### 溫氏雙型齒翼龍
在1998年，古生物學家詹姆斯·克拉克將一個發現於墨西哥塔毛利帕斯州的化石，建立為第二個種，溫氏雙型齒翼龍（D. weintraubi），種名是以Robert Weintraub教授為名。這個化石包含：左前肢、左肩帶、左後肢，身長估計超過2公尺。這些化石的後肢類似長爪雙型齒翼龍，因此詹姆斯·克拉克將牠們歸類於同一屬。溫氏雙型齒翼龍與長爪真型齒翼龍的差異在於，其第一指骨並沒有比前臂尺骨還短。但溫氏雙型齒翼龍的生存年代是侏儸紀中期的卡洛維階，比長爪真型齒翼龍晚了3000萬年，因此兩者可能不是同一屬。

## 敘述

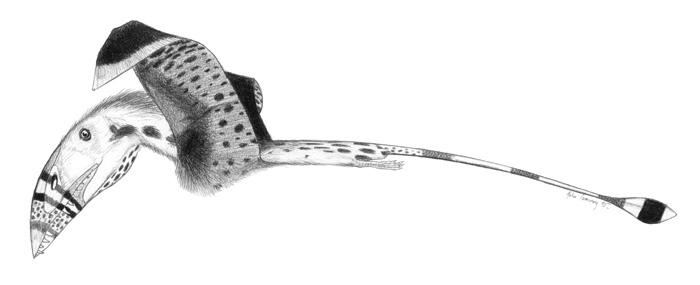
長爪雙型齒翼龍的想像圖

雙型齒翼龍有大型頭顱骨，長22公分，頭顱骨有大型洞孔，由纖細骨頭隔開，大幅減輕頭骨的重量。理查德·歐文認為頭骨的結構類似拱橋的橋墩，在最輕的重量下達到最高的堅硬程度。
上頜前端有4到5顆長牙齒，之後則是數量不明的小牙齒。所有標本的上頜骨後段都已損毀。下頜前端有5顆長牙齒，之後則是30到40多顆較小型牙齒，這些後段牙齒外型尖銳、側面平坦，形狀類似柳葉刀。雙型齒翼龍的頭顱骨形狀、喙狀嘴類似現代的海鸚鵡。
雙型齒翼龍的身體仍有許多原始特徵，例如在比例上較短的雙翼。雙翼的第一指骨，略長於前臂尺骨。頸部短而強壯、靈活，兩側可能連接者翼膜。脊椎有洞孔與氣腔，脊椎內部在生前可能具有氣室。根據估計，雙型齒翼龍的成年個體身長約為1公尺，翼展約1.45公尺。
雙型齒翼龍的尾巴長，具有13節尾椎。前5或6節尾椎短，具可動性；後段尾椎較短，有非常長的骨突，因此尾巴後段較為堅挺，可能在飛行時有方向舵的功能。研究人員推測，雙型齒翼龍的尾巴末端可能呈鑽石形狀，類似其近親喙嘴翼龍。但是，目前還沒有雙型齒翼龍的軟組織痕跡，無法證明這個推論。

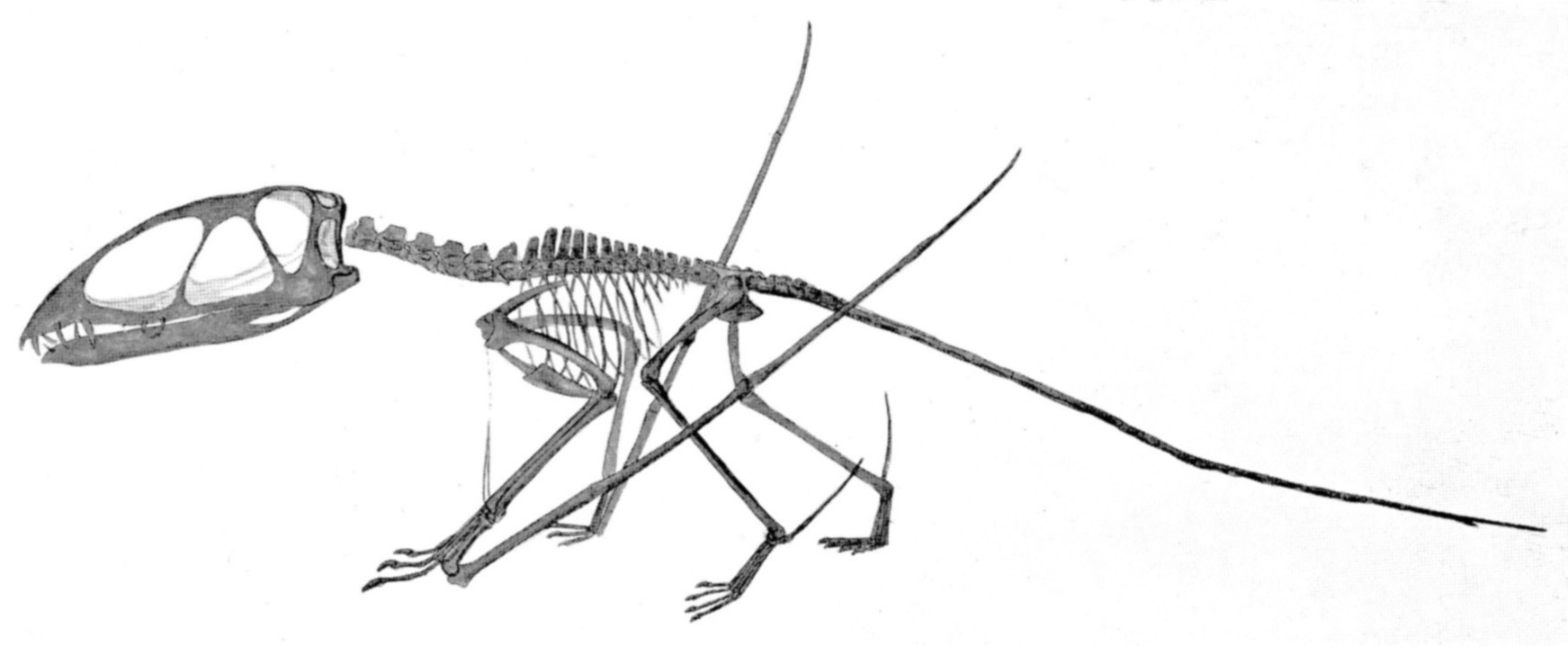
以四足方式行走的雙型齒翼龍

### 步態
過去有爭論雙型齒翼龍是否為兩足動物或四足動物。理查·歐文在命名雙型齒翼龍時，推測牠們在地面行動時是採四足步態。他認為雙型齒翼龍的第五腳指、尾巴之間連接者翼膜，因此牠們在地面行動時無法採取二足步態。理查·歐文的長期對手哈利·絲萊提出不同意見，絲萊推測翼龍類是行動活躍的溫血動物，他根據骨盆、後肢的發展良好特徵，推論雙型齒翼龍在地面行動時，可以採二足或四足方式移動，而且行動敏捷。在1980年代，凱文·帕迪恩（Kevin Padian）重新提倡這個理論。根據近年發現的其他翼龍類足跡化石，顯示翼龍類在地面上移動時，是採取四足步態；但這些四足步態的足跡化石，第五腳指短，顯示牠們是後期的進階型翼龍類。雙型齒翼龍的第五腳指長，而且朝向側邊。翼龍類學家大衞·安文（David Unwin）也提出雙型齒翼龍在地面上是四足動物。Sarah Sangster在2001年的電腦模擬結果，支持四足方式移動的理論。

## 古生態學
關於雙型齒翼龍的生活方式，目前研究不多。牠們可能主要生存於海岸地區，可能有多重食物來源。威廉·巴克蘭推測牠們可能是以昆蟲為食。之後理論大多傾向，根據大多數翼龍類的牙齒與頜部，顯示牠們是魚食性動物。但是最近的研究顯示，牠們的頜部可以做出迅速的開闔動作，頜部肌肉適合作出捕抓與固定的動作，牙齒具有刺穿的功能。因此雙型齒翼龍有可能獵食昆蟲、或小型陸地脊椎動物。此外，蛙嘴龍科是食蟲性動物，也是雙型齒翼龍的近親，所以雙型齒翼龍可能也是食蟲動物。

## 分類
在1870年，哈利·絲萊建立雙型齒翼龍科（Dimorphodontidae），以包含雙型齒翼龍一屬。在1991年，德國古生物學家彼得·沃爾赫費爾（Peter Wellnhofer）提出雙型齒翼龍可能是蓓天翼龍的後代；蓓天翼龍生存於年代較早的歐洲。近年親緣分支分類法分析得出不一致的結果。根據大衛·安文的理論，雙型齒翼龍可能是蓓天翼龍的近親，但不一定是其後代，兩者都屬於雙型齒翼龍科，他並將雙型齒翼龍科歸類為Macronychoptera演化支的最原始旁支。根據大衛·安文的分類，雙型齒翼龍、蓓天翼龍的最原始的翼龍類，除了更原始的沛溫翼龍以外。亞歷山大·克爾納（Alexander Kellner）則提出不同看法，他認為雙型齒翼龍不算是原始物種，也不是蓓天翼龍的近親。

## 外部連結
- Dimorphodon macronyx at the Pterosaur Database